# Alison Wilding
Alison Mary Wilding OBE (* 7. Juli 1948 in Blackburn, Lancashire) ist eine britische Bildhauerin und Hochschullehrerin. Sie gehört zu den bedeutendsten Bildhauerinnen Großbritanniens.

## Leben und Werk

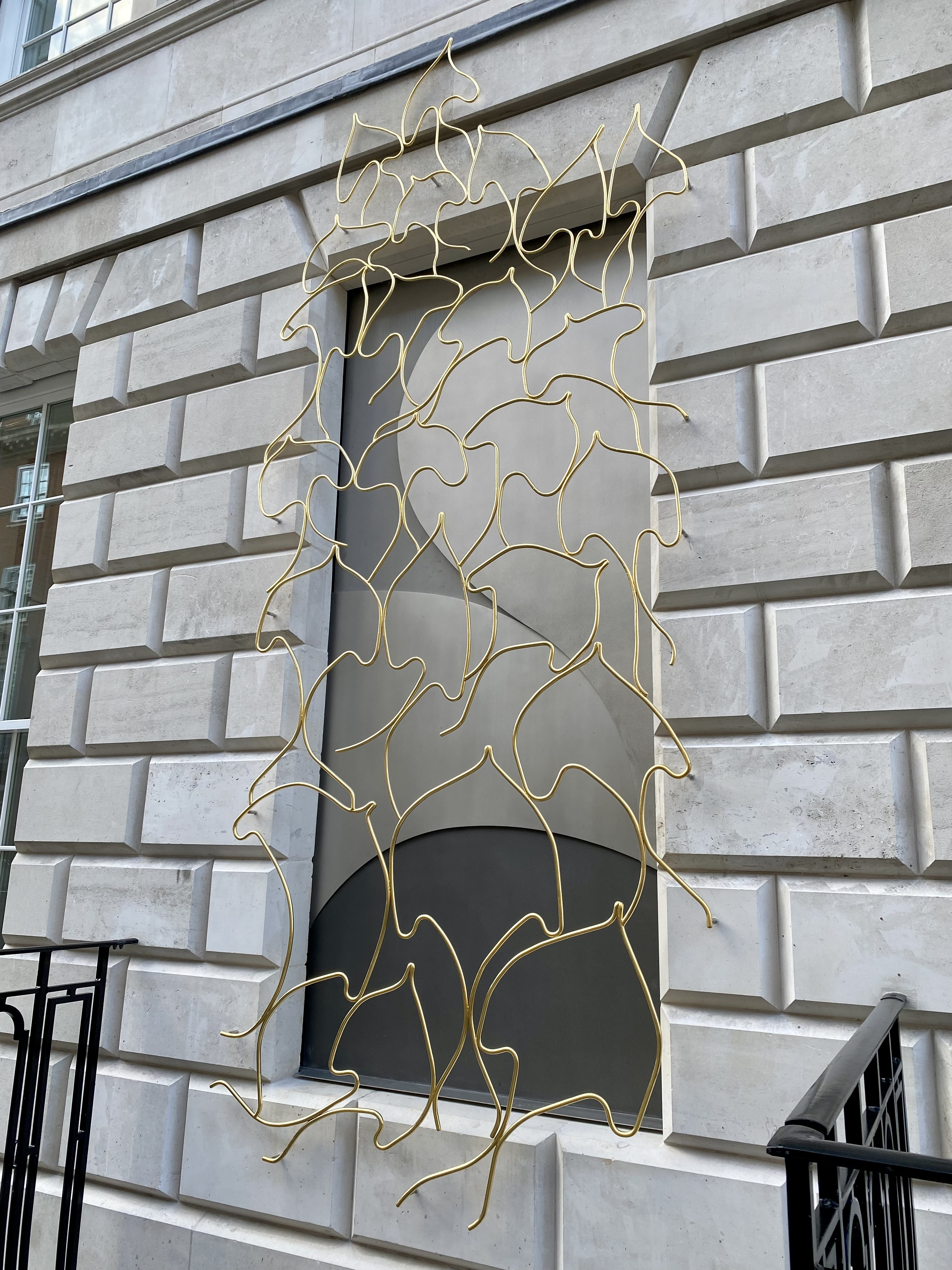
Swarm von Alison Wilding, 1 Grosvenor Square, Mayfair, August 2023

Wilding studierte von 1967 bis 1968 am Nottingham College of Art, von 1968 bis 1971 an der Ravensbourne University London in London Borough of Bromley und anschließend von 1971 bis 1973 am Royal College of Art, wo sie sich auf Bildhauerei spezialisierte.
Sie erlangte in den 1980er Jahren Bekanntheit als Vertreterin der New British Sculpture, zu der auch Richard Deacon, Tony Cragg, Anish Kapoor und Antony Gormley gehörten. Die Gruppe war dafür bekannt, traditionelle und neue Industriematerialien mit sowohl figurativen als auch abstrakten Bildern zu kombinieren.
Sie unterrichtete am Brighton Polytechnic, am Middlesex Polytechnic, am Royal College of Art und an der Slade School of Fine Art. 2018 wurde sie zur Eranda-Professorin für Zeichnung an den Royal Academy Schools ernannt.
Sie ist bekannt für die Verwendung kontrastierender Materialien. Wildings skulpturale Sprache geht über die sogenannte neue Skulptur, die in den 1980er Jahren in Großbritannien entstand, hinaus und umfasst das europäische und amerikanische Vokabular für die Herstellung großformatiger abstrakter Skulpturen, das ab den 1960er Jahren aufkam. Obwohl Wilding vor allem als Bildhauerin bekannt ist, ist das Zeichnen zunehmend zu einem wichtigen Element von ihrem Schaffen geworden. Die überwiegend abstrakten Zeichnungen, von denen sich einige auf figurative Formen beziehen, sellen einen besonderen Aspekt ihrer Arbeit dar und weisen hinsichtlich der Verwendung von Form, Raum und Farbe Ähnlichkeiten mit den Skulpturen auf.
Ihr einziges großformatiges öffentliches Kunstwerk Ambit wurde im September 1999 im River Wear in Sunderland installiert und wog 22 Tonnen mit einer Länge von 130 Fuß. Es bestand aus einer Kette aus Edelstahlrohren, die im Fluss schwammen und nachts unter Wasser beleuchtet wurden. Es sollte als eindrucksvolles Wahrzeichen am Ende des C2C-Radwegs die Besucher der Stadt willkommen heißen. Da die 250.000 Pfund teure Installation von Anfang an Probleme aufwies, darunter technische Ausfälle und Vandalismus, wurde sie 2002 im Sunderland Maritime Heritage Centre eingelagert und seine Materialien wurden 2014 dem Recycling zugeführt. Damit wurde auch der Wunsch von Wilding aus dem Jahr 2006 erfüllt.
Zu ihren öffentlichen Aufträgen gehören Migrant (2004), Shimmy (2013) und Herm (2018). Still Water, ein Denkmal für britische Bürger, die im Ausland vom Terrorismus betroffen sind, wurde 2018 im National Memorial Arboretum enthüllt.
Wildings erste große Einzelausstellung fand 1985 in der Serpentine Gallery statt, und Projects, ihre erste internationale Einzelausstellung, fand 1987 im Museum of Modern Art in New York statt. Sie hat an zahlreichen Gruppenausstellungen teilgenommen, darunter im Yorkshire Sculpture Park in Wakefield, an der Hayward Gallery in London, Tate Modern, im Louisiana Museum of Modern Art und an der 42. Biennale von Venedig. Ihre Werke befinden sich in folgenden Sammlungen: Arts Council of Great Britain, British Council, Tate Britain, FRAC des Pays de la Loire, Art Gallery of New South Wales in Australien, Scottish National Gallery, Musée de Beaux Arts in Calais, Graves Art Gallery in Sheffield, Leeds City Art Gallery, Henry Moore Institute, Abbot Hall Art Galerie in Kendal.

## Auszeichnungen und Ehrungen (Auswahl)
- 1988 und 1992: Nominierung für den Turner Prize
- 1998: Henry Moore Stipendium an der British School at Rome
- 1999: Mitglied der Royal Academy of Arts
- 2007: Joanna Drew Travel Bursary
- 2008: Paul Hamlyn Foundation Award
- 2012: Bryan Robertson Award
- 2019: Officer des Order of the British Empire (OBE)

## Veröffentlichungen
- mit Richard Davey, John Stezaker: The Art of Tess Jaray. Ridinghouse, 2014, ISBN 978-1-905464-80-7.